# Șincai, Mureș
Șincai, colocvial Șamșond, mai demult Șamșudul de Câmpie, (în maghiară Mezősámsond) este satul de reședință al comunei cu același nume din județul Mureș, Transilvania, România.

## Istoric
Satul Șincai este atestat documentar în anul 1332.
Pe Harta Iosefină a Transilvaniei din 1769-1773 (Sectio 112), localitatea apare sub numele de „Samsond”.
În perioada interbelică satul a fost denumit după Gheorghe Șincai, născut la Râciu. 

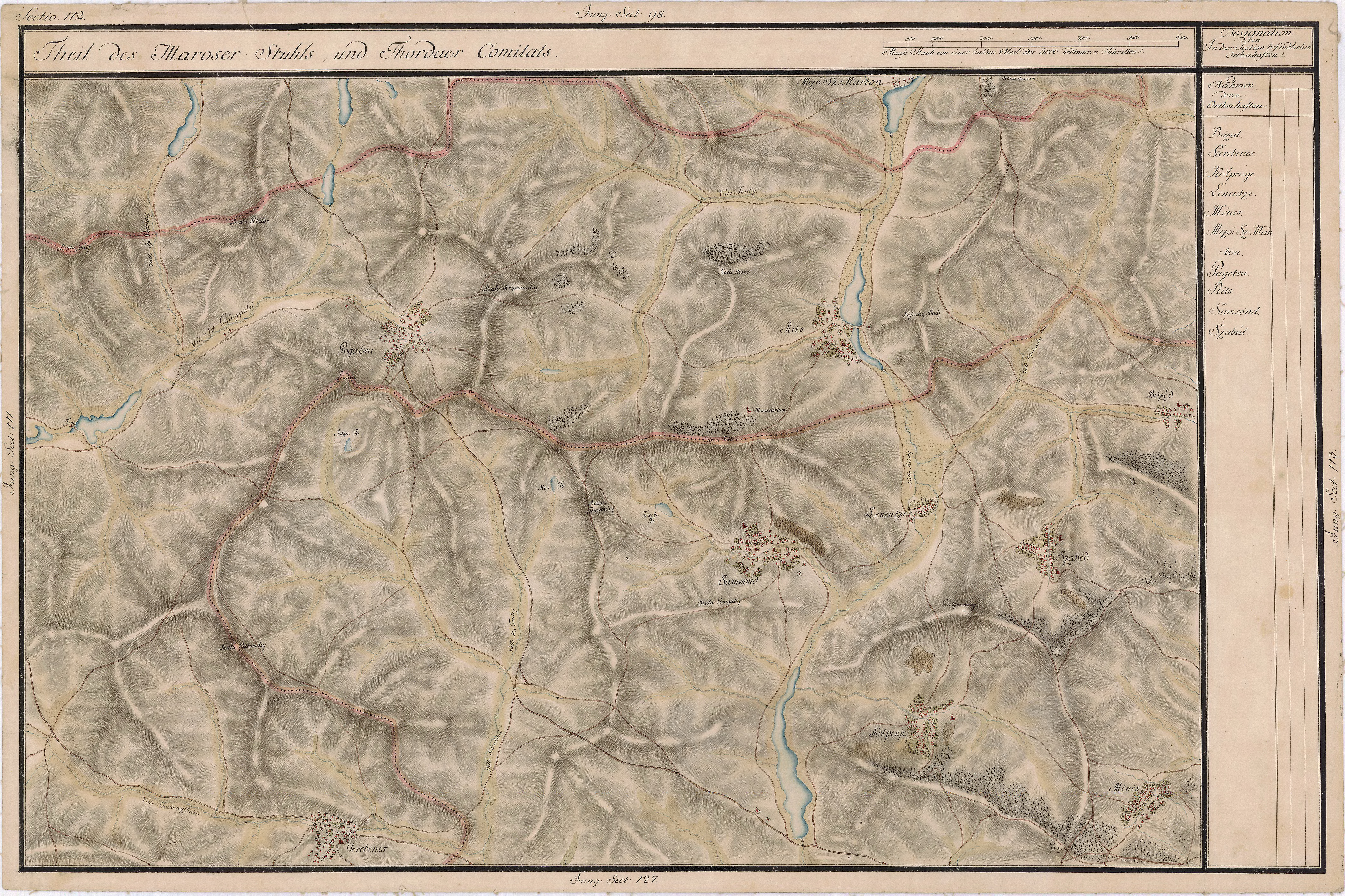
Șincai pe Harta Iosefină a Transilvaniei, 1769-1773

## Localizare
Localitate situată pe râul Șincai, afluent al râului Lechința.

## Date geologice
În subsolul localității se găsește un masiv de sare.

## Personalități
S-au născut sau au trăit în localitate:
- István Bethlen (1874-1946), prim-ministru al Ungariei din 1921 până în anul 1931. Părinții lui, contele István Bethlen și contesa Ilona Teleki s-au căsătorit în localitate unde familia Bethlen deținea castelul Rhédey-Bethlen (demolat în 1953). Fiul lor născut la Gornești s-a copilărit până la vârsta de nouă ani la Șamsond până când nu a început studiile la Academia Tereziană.[3]
- Zoltán Hargitai⁠(hu)[traduceți] (1912-1945), biolog

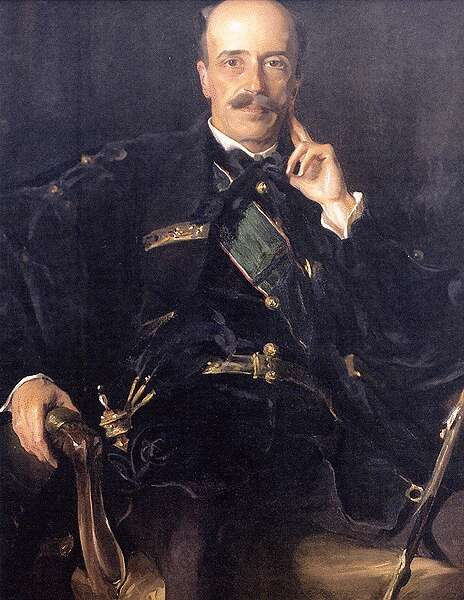
István Bethlen

## Imagini

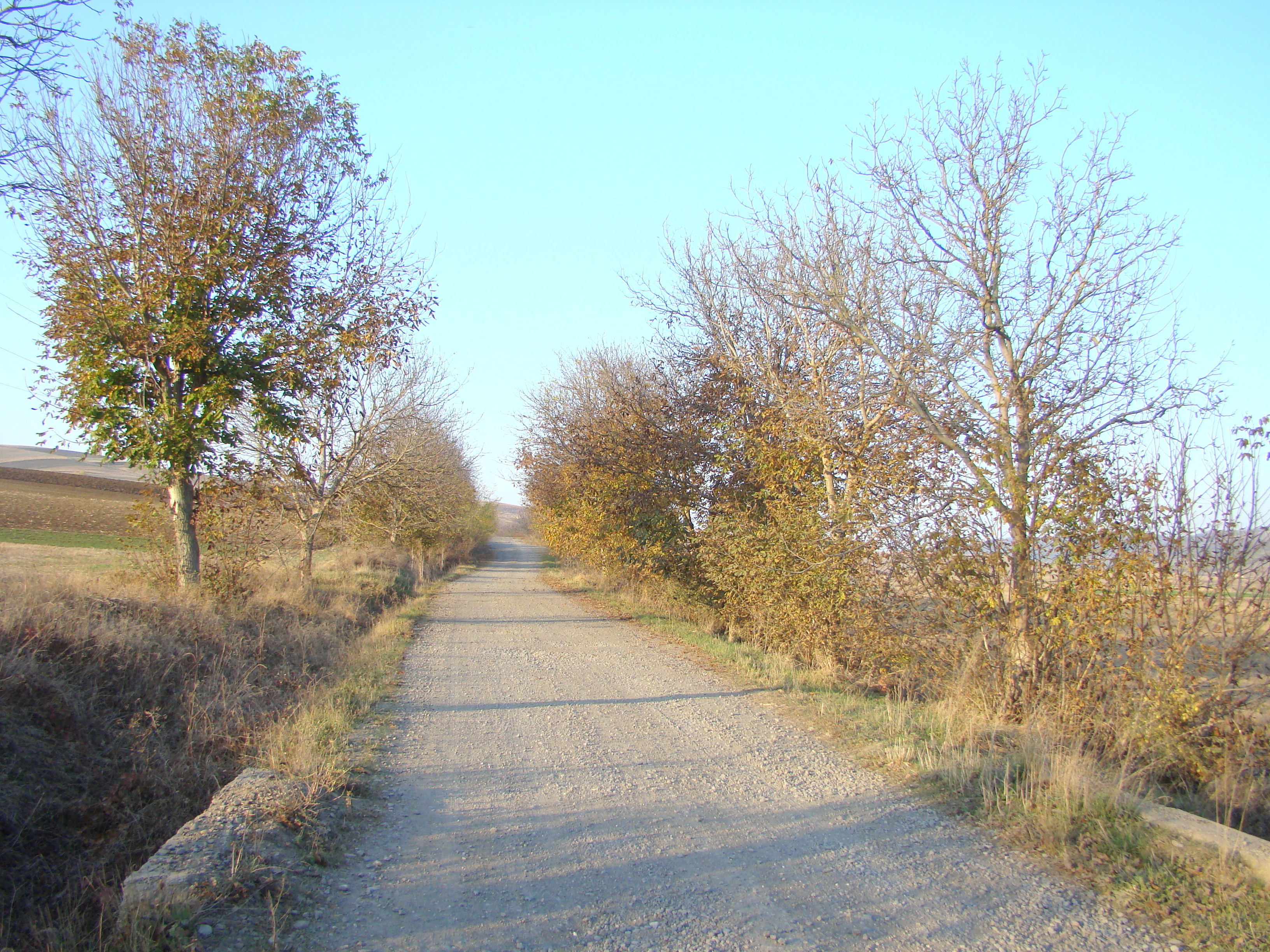
Drumul Fânațele Mădărașului-Șincai
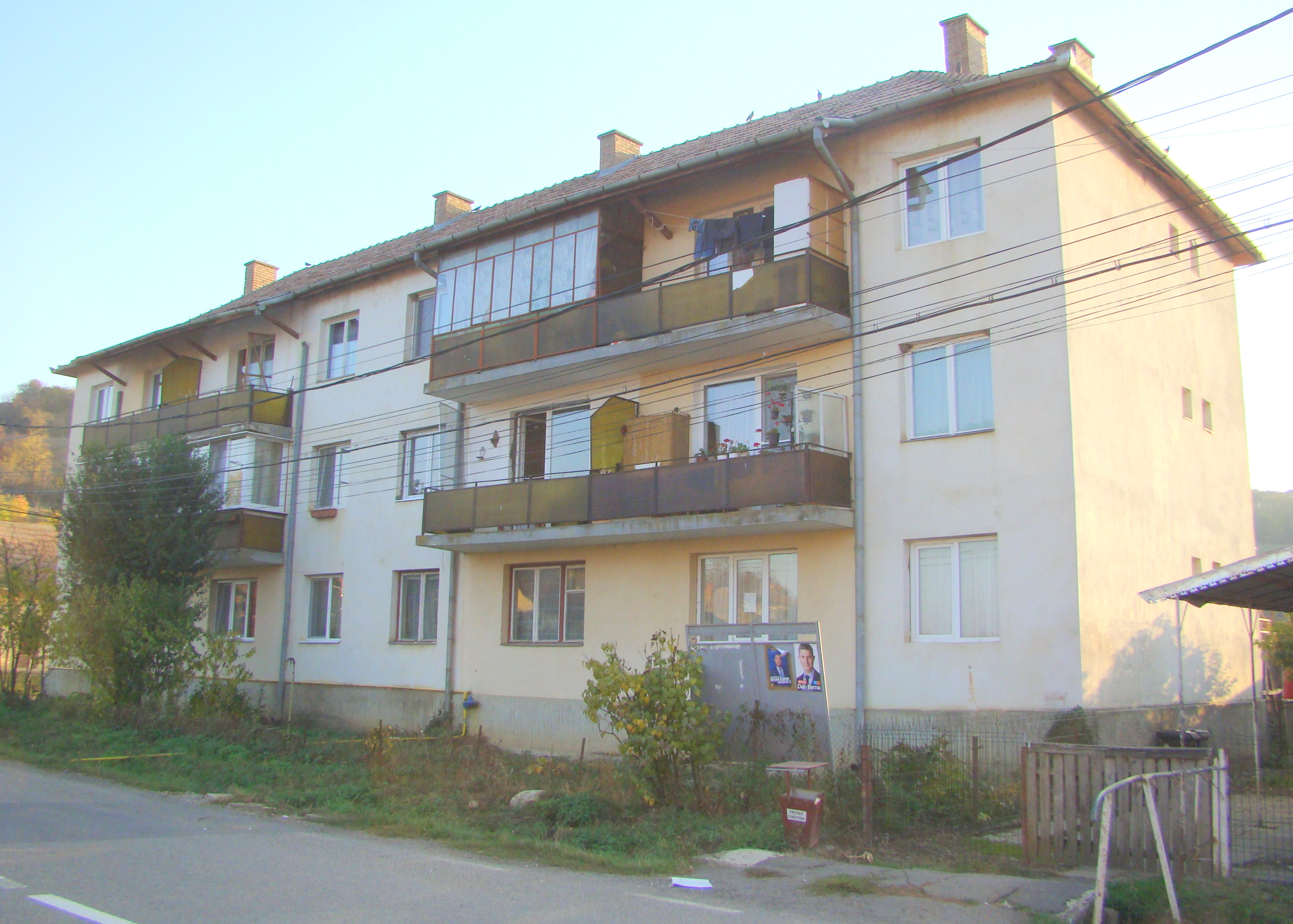
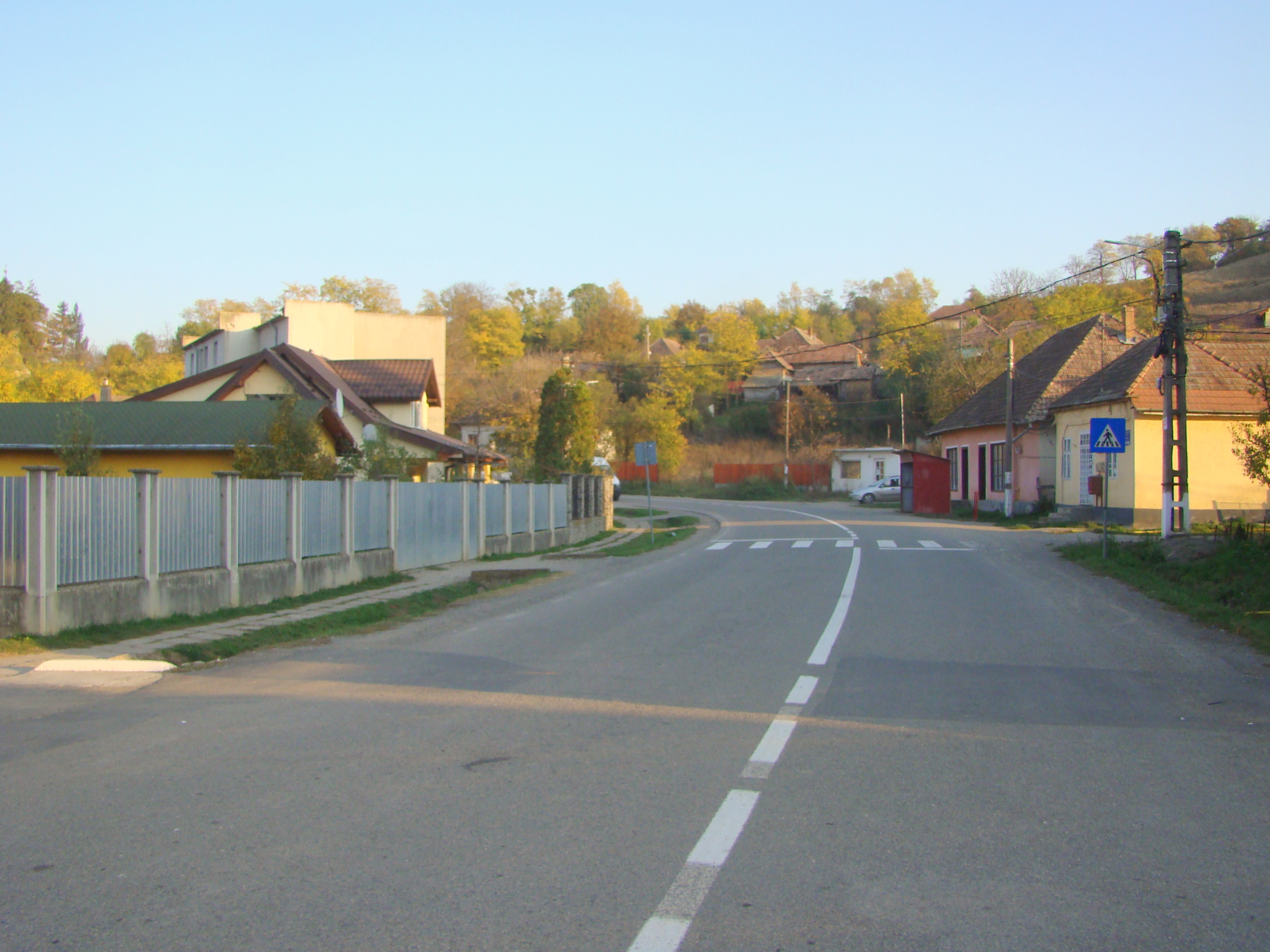
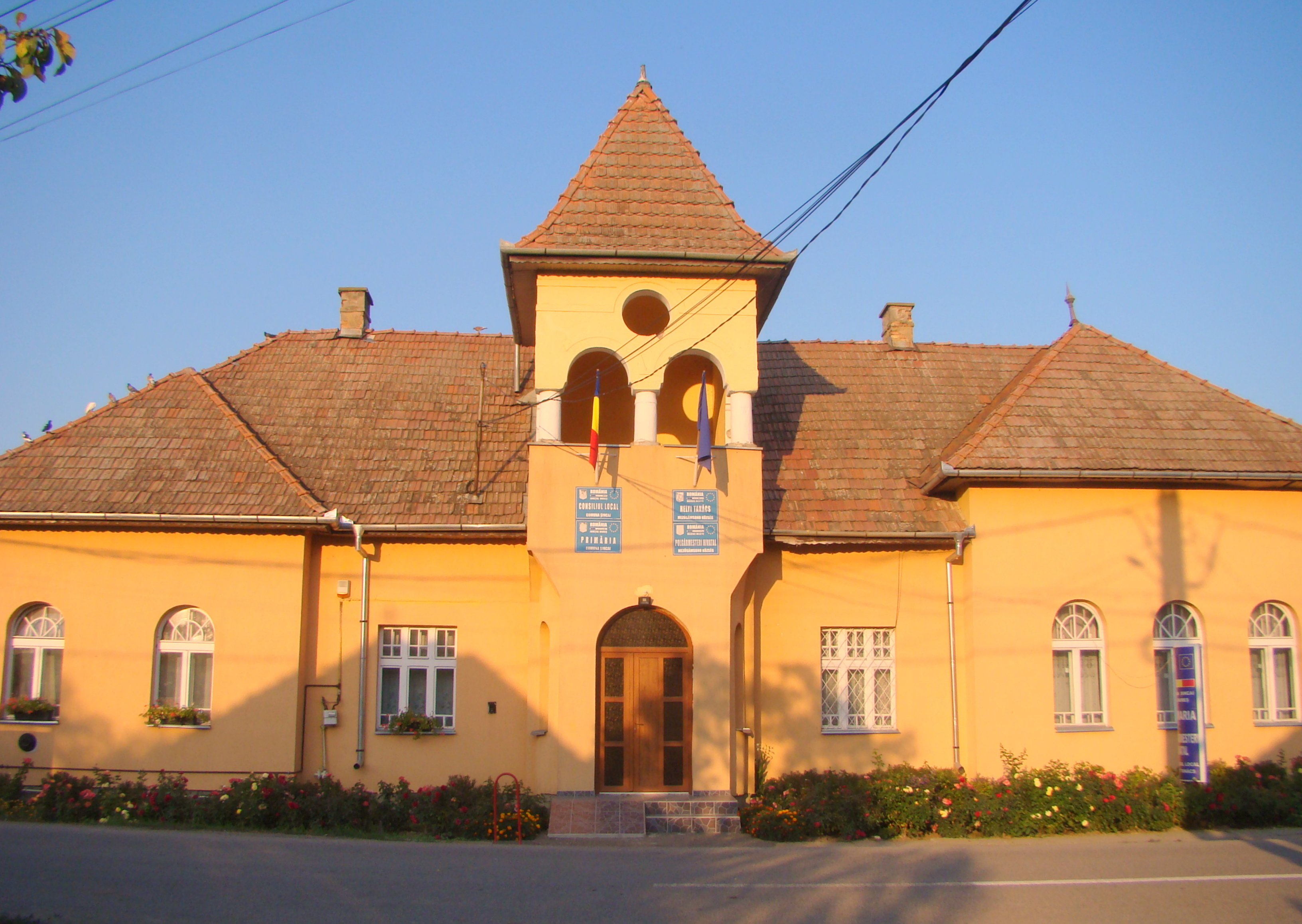
Primăria
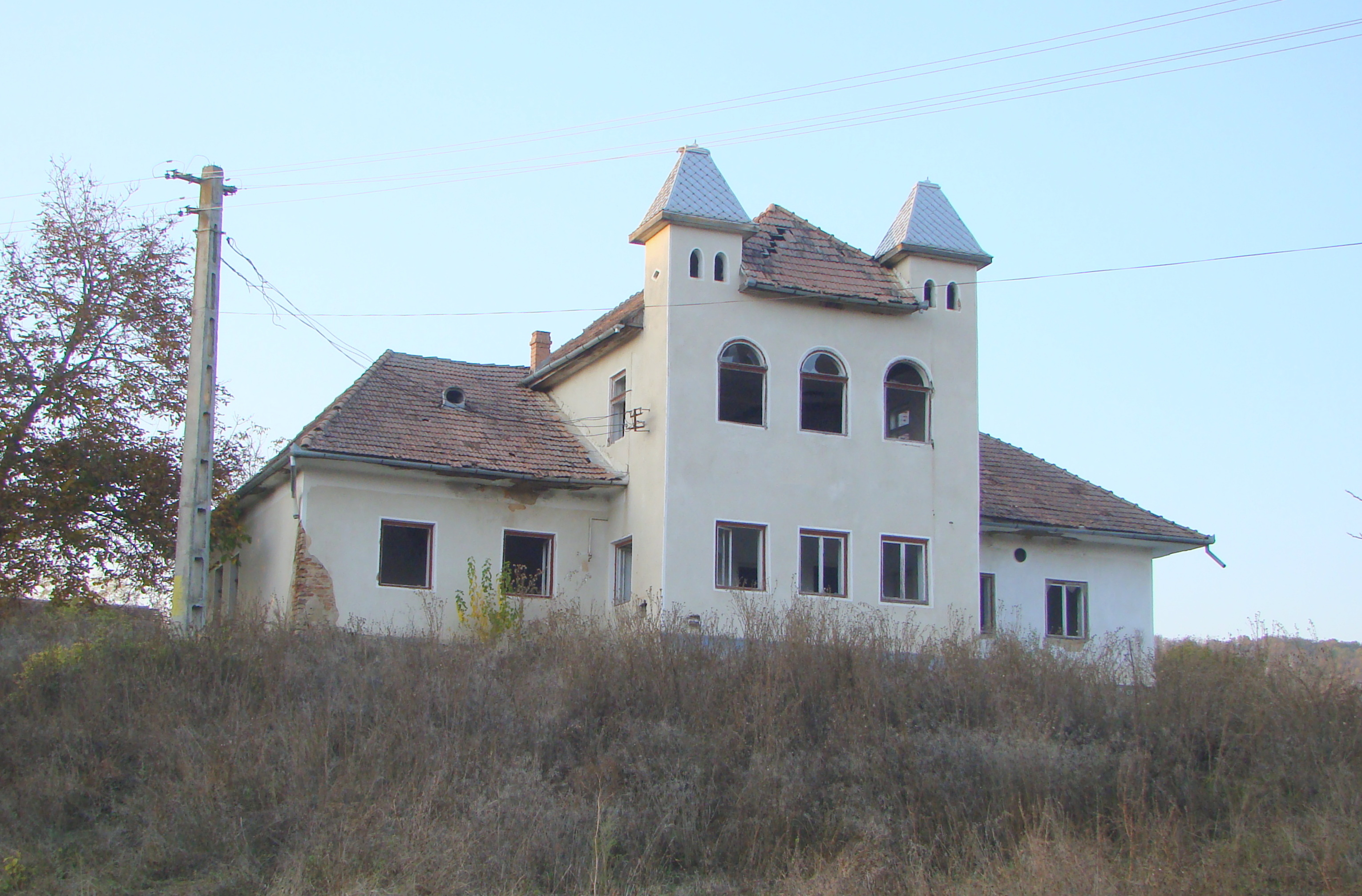
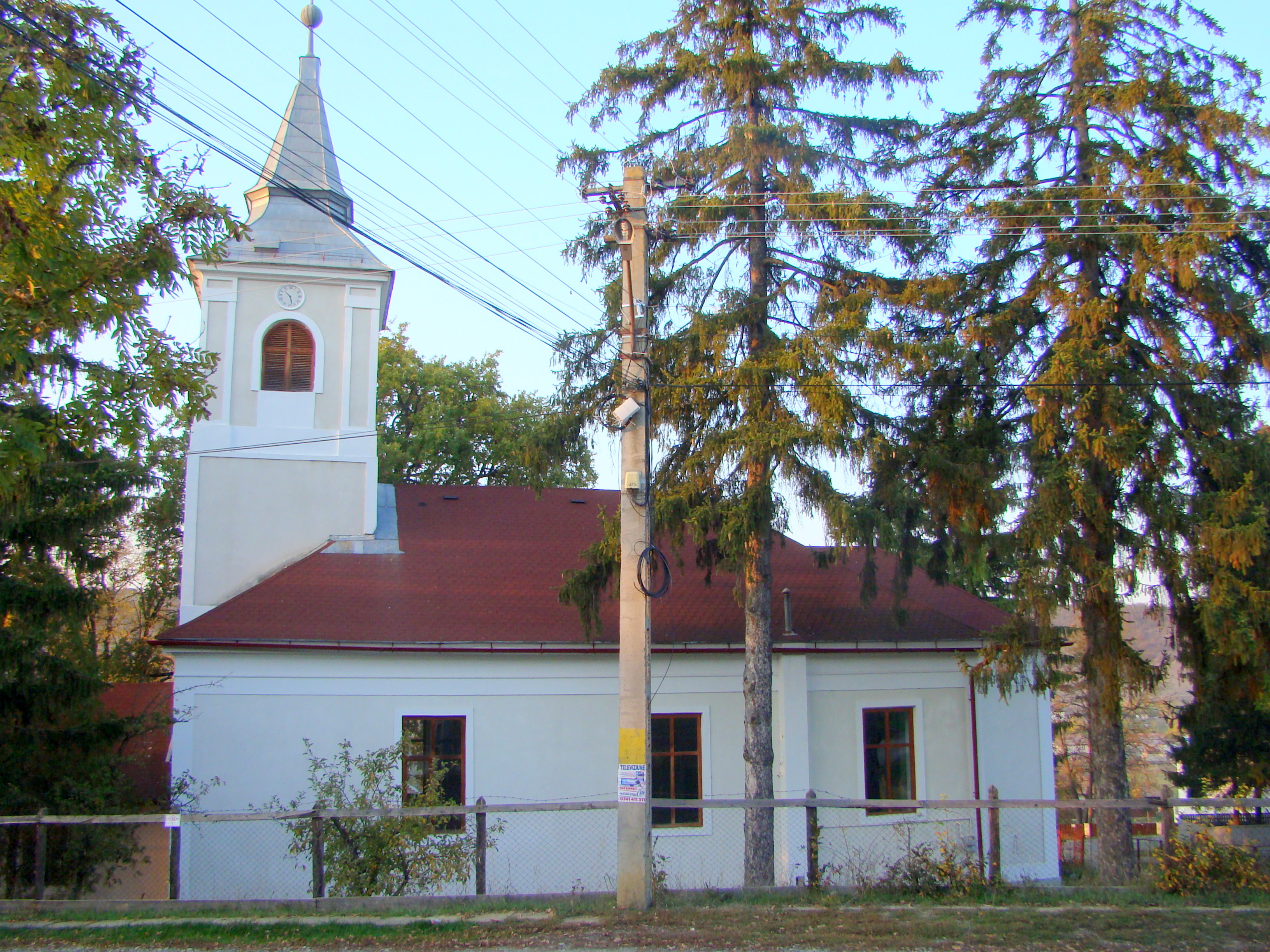
Biserica reformată (1845)
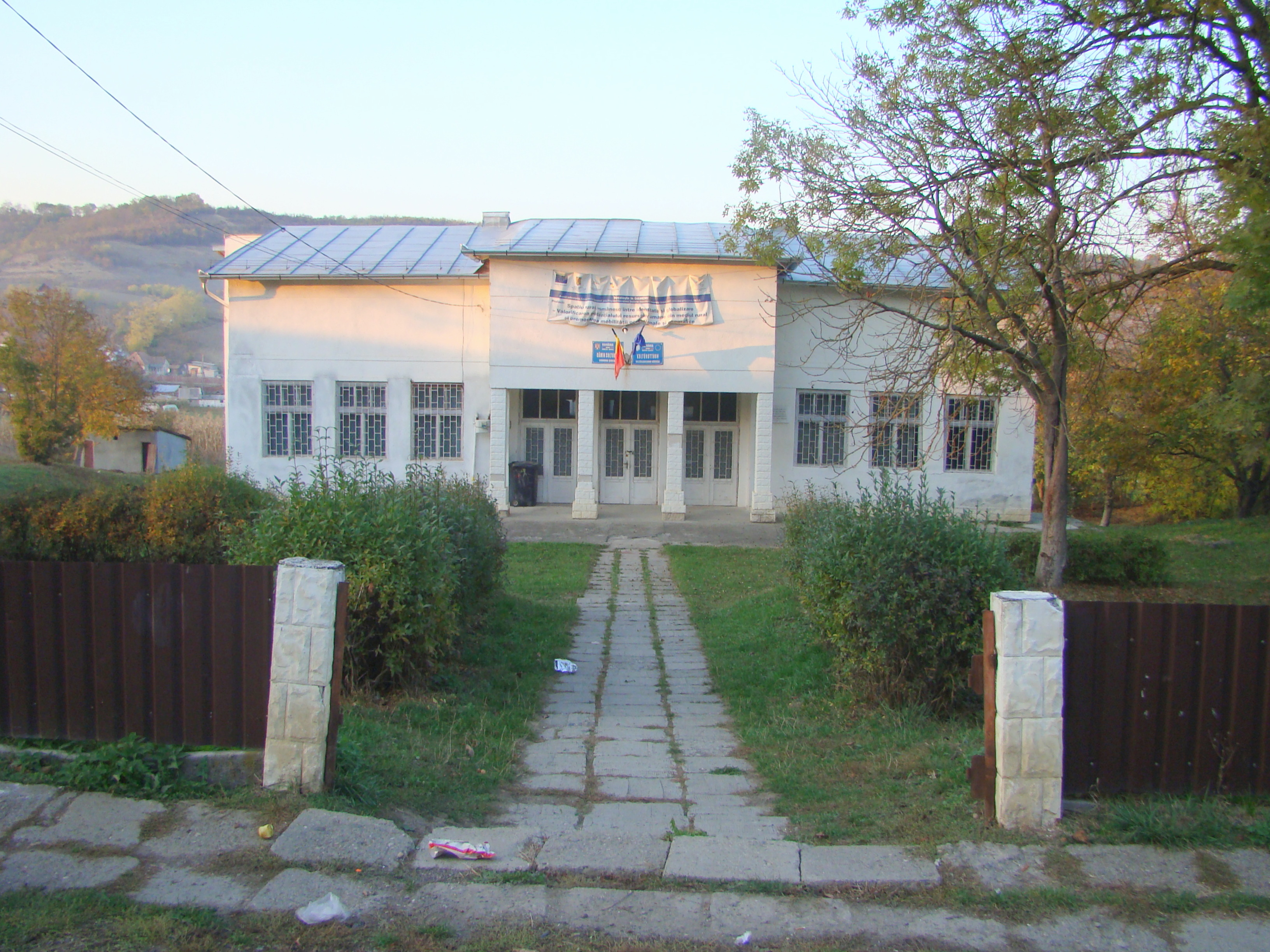
Căminul cultural
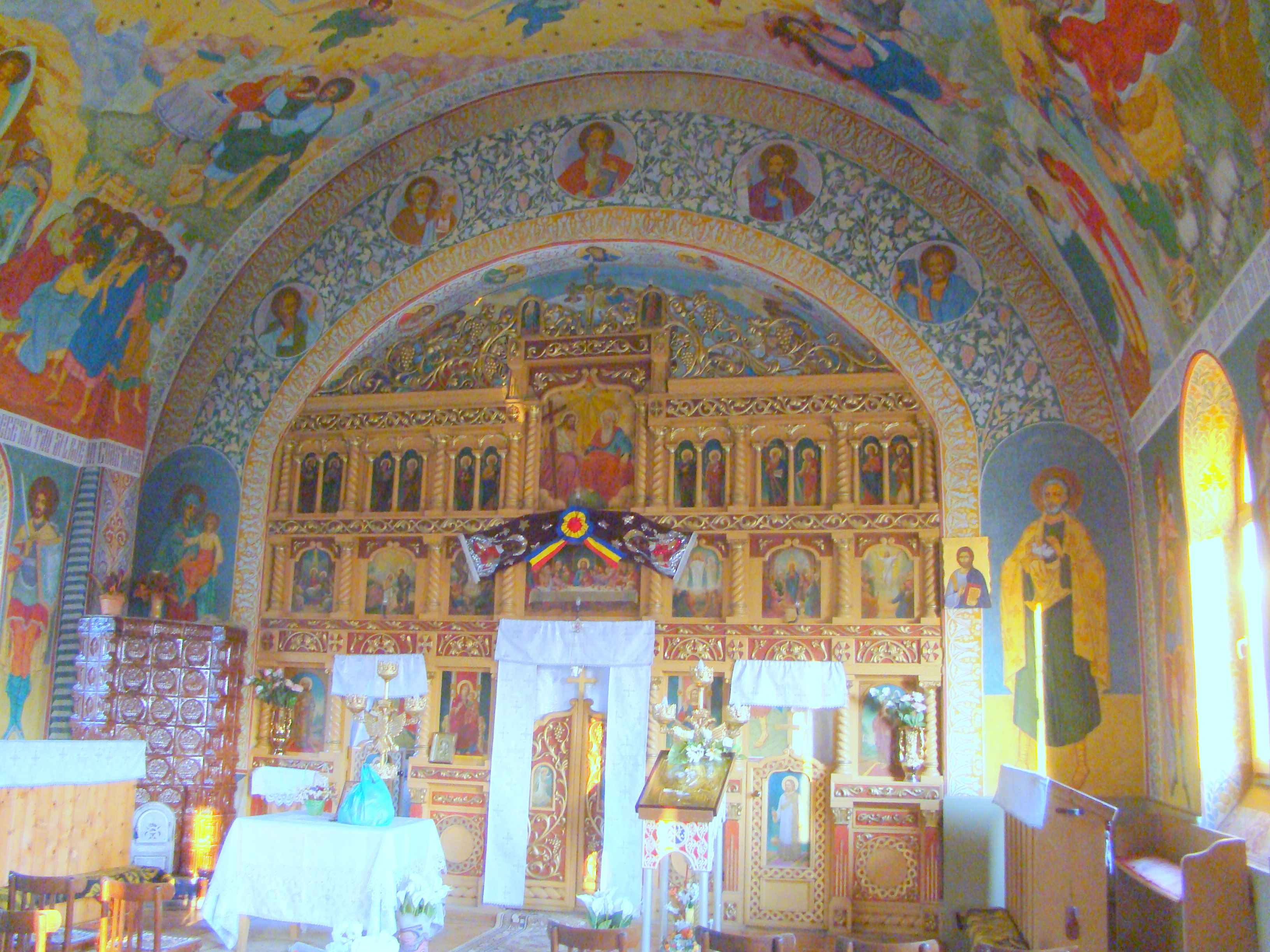
Biserica ortodoxă (iconostasul)
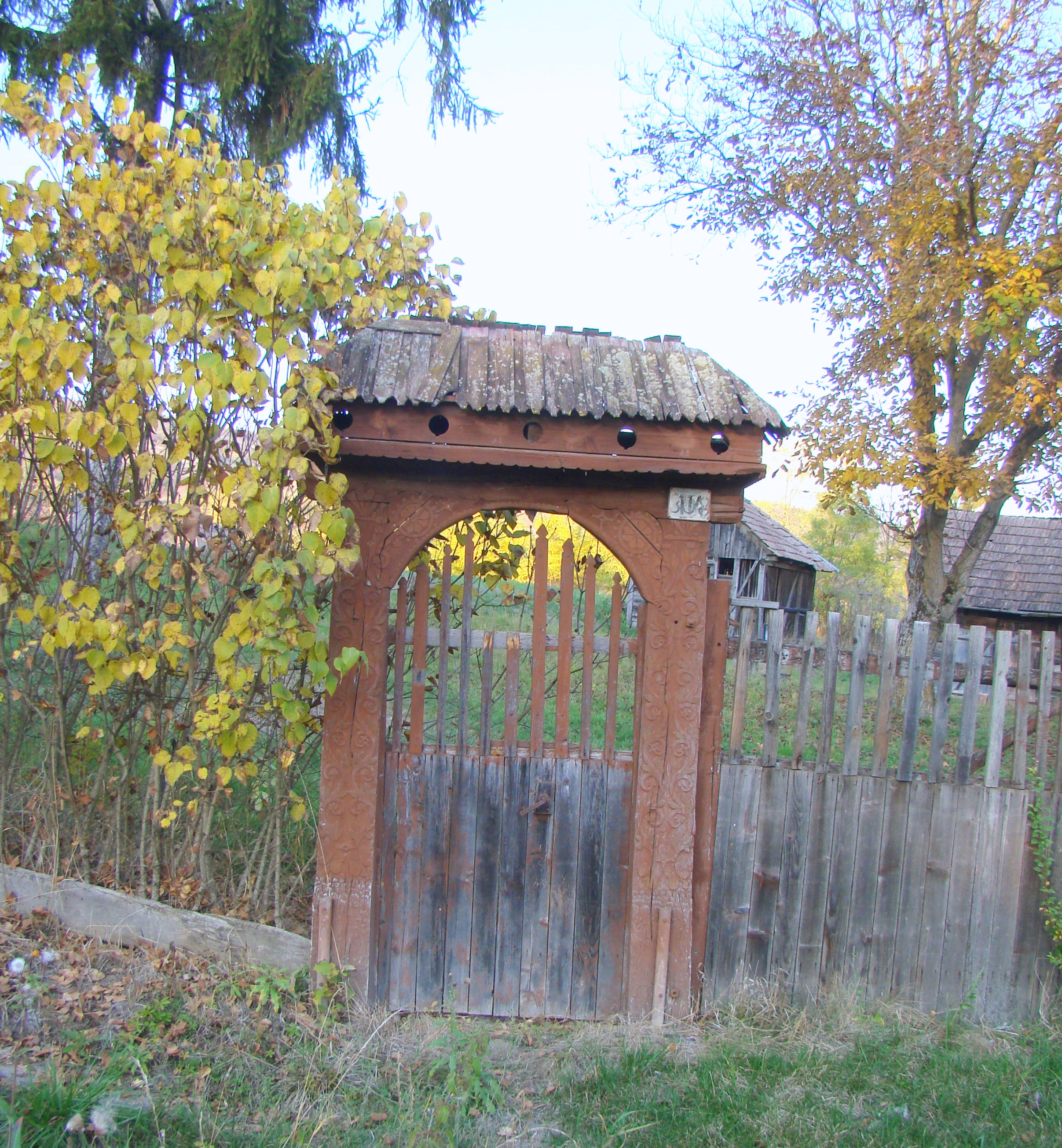
Poartă de lemn
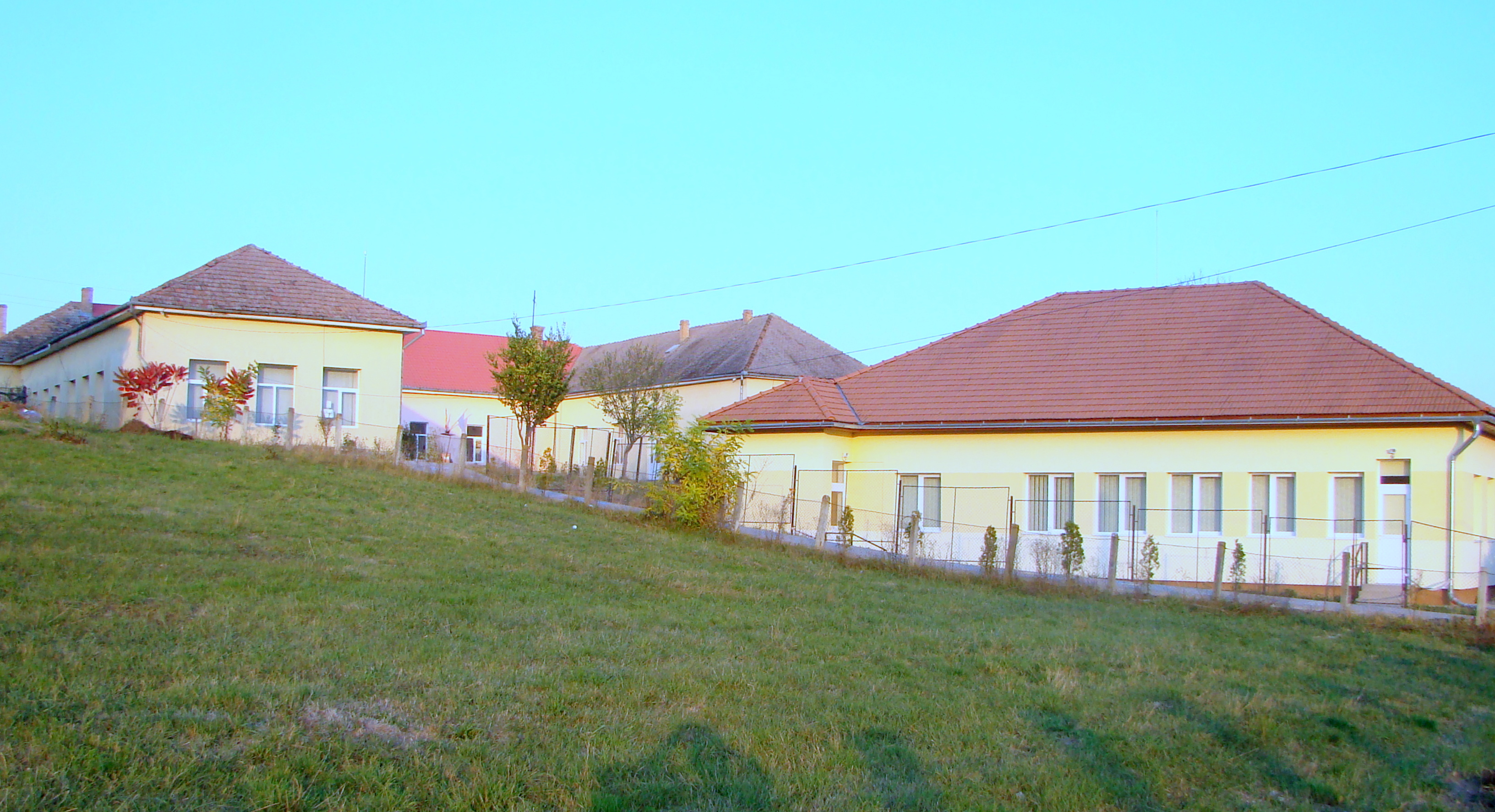
Școala
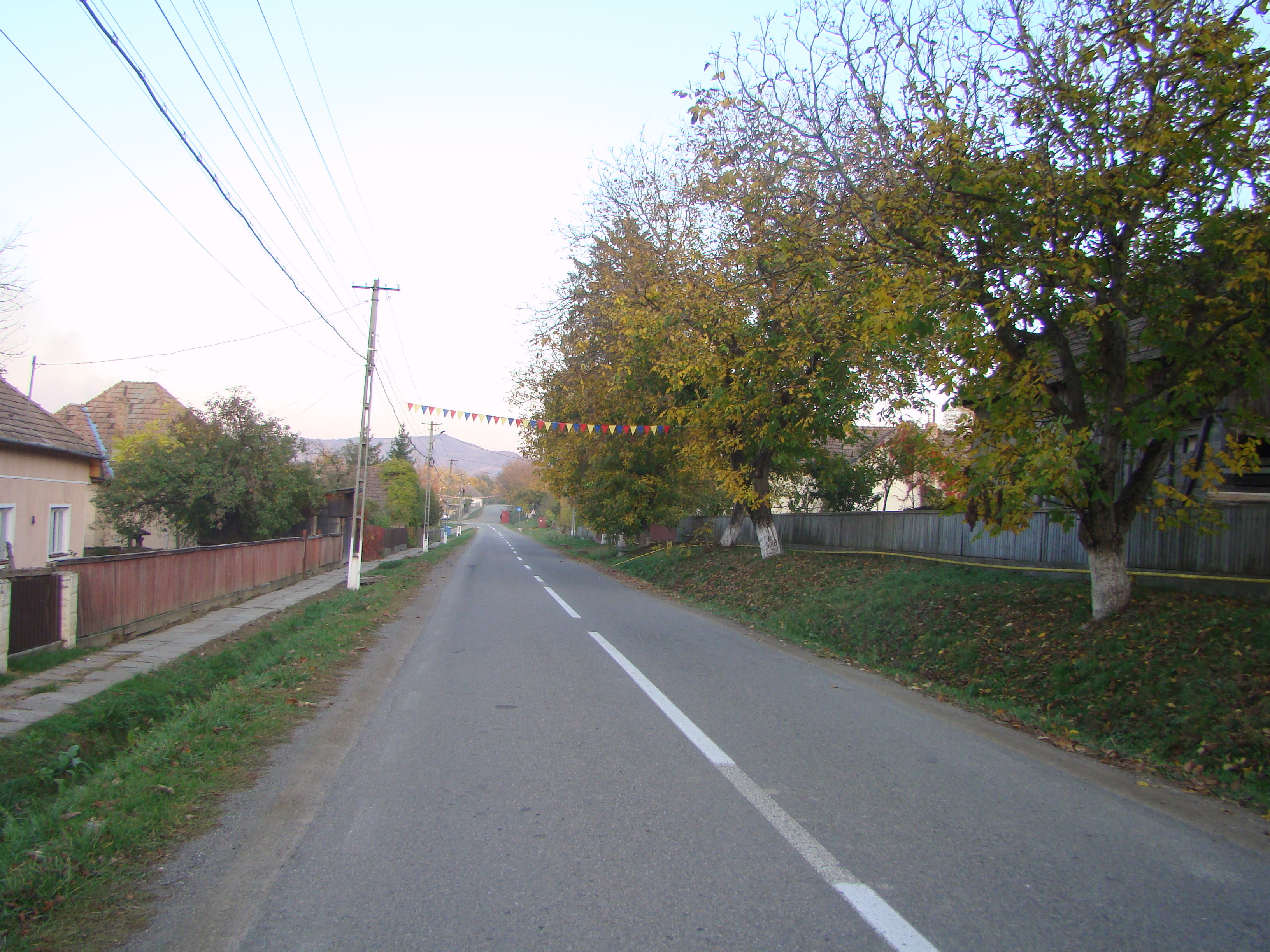
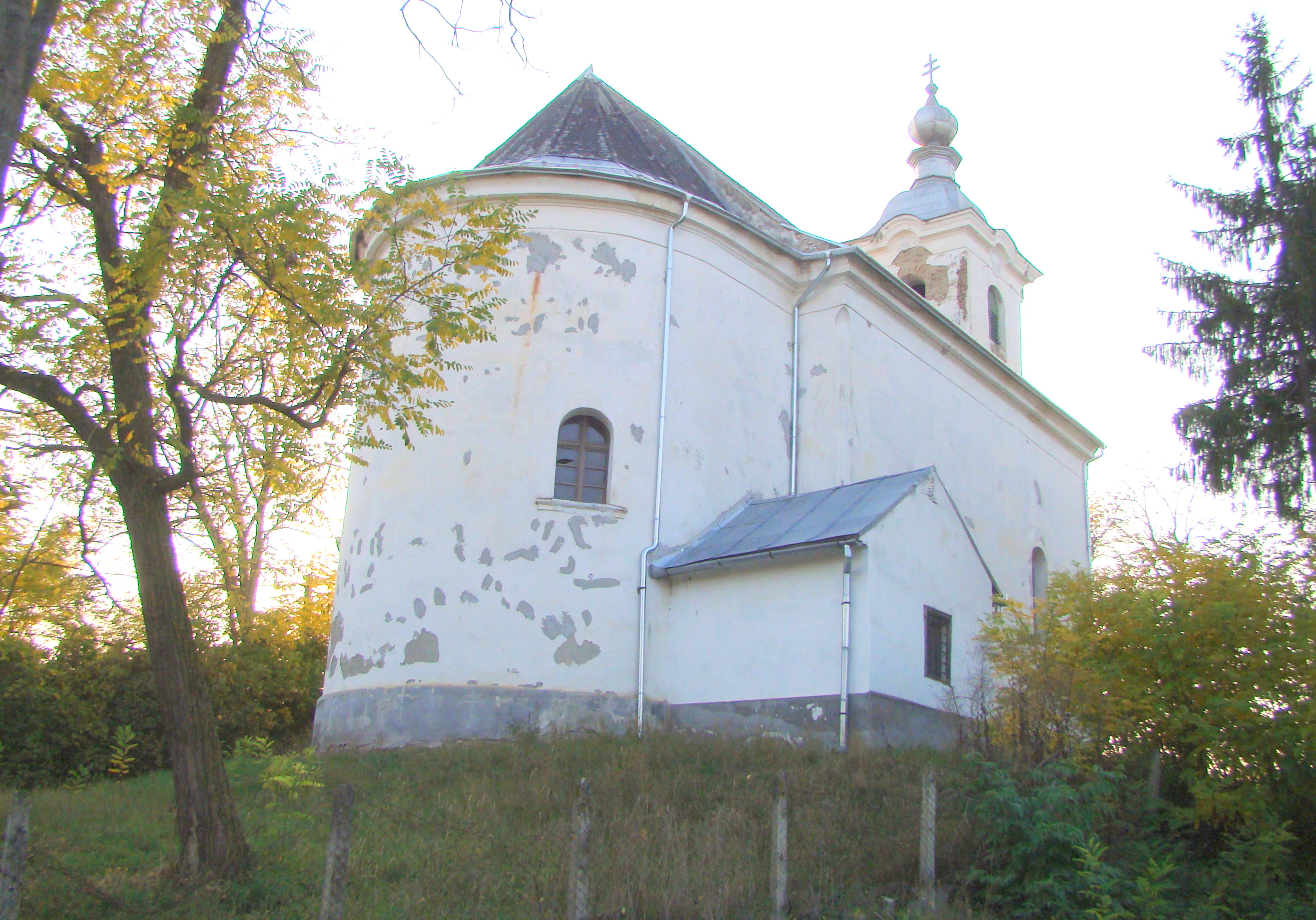
Biserica romano-catolică „Sfântul Ioan Nepomuk”
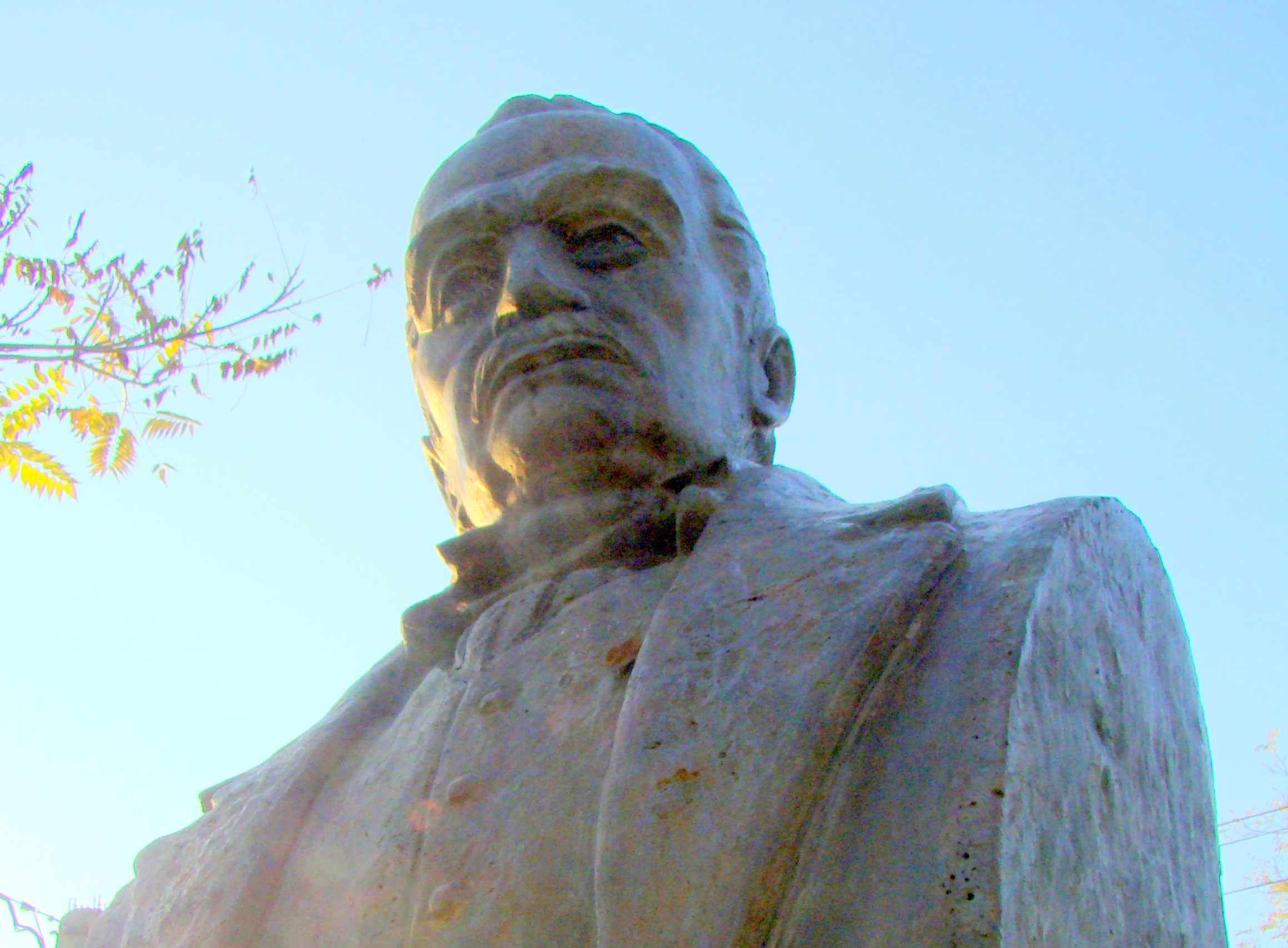